# Bennetot
Bennetot est une ancienne commune française située dans le département de la Seine-Maritime, en Normandie.

## Géographie

### Localisation
Bennetot est un charmant village situé dans le département de la Seine-Maritime, en région de Normandie. Le village fait partie de la commune de Terres-de-Caux.
Sur le plan géographique, Bennetot se distingue par son altitude qui varie entre 97 mètres et 131 mètres, avec une altitude moyenne de 125 mètres au niveau de la mairie. Le village s’étend sur une superficie de 4.58 km², soit 458 hectares.
Bennetot est positionné à une latitude de 49.672 degrés Nord et une longitude de 0.554 degrés Est. Ses coordonnées géographiques en Degré Minute Seconde calculées dans le système géodésique WGS84 sont 49° 40’ 17’’ de latitude Nord et 00° 33’ 07’’ de longitude Est.

Le village est entouré par plusieurs autres communes. Parmi elles, on compte Hattenville à 2.46 km, Trémauville à 2.69 km, Ypreville-Biville à 2.81 km, Fauville-en-Caux à 3.36 km, et Tocqueville-les-Murs à 3.62 km1.

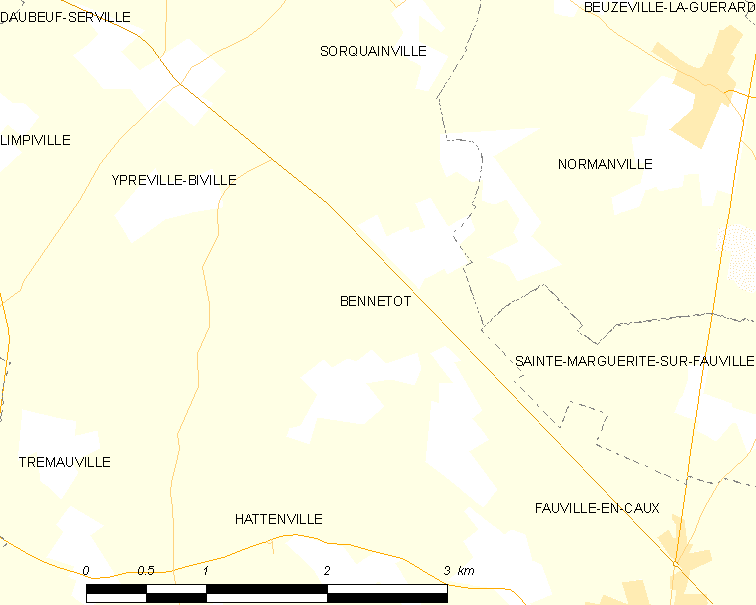
Carte de la commune déléguée.
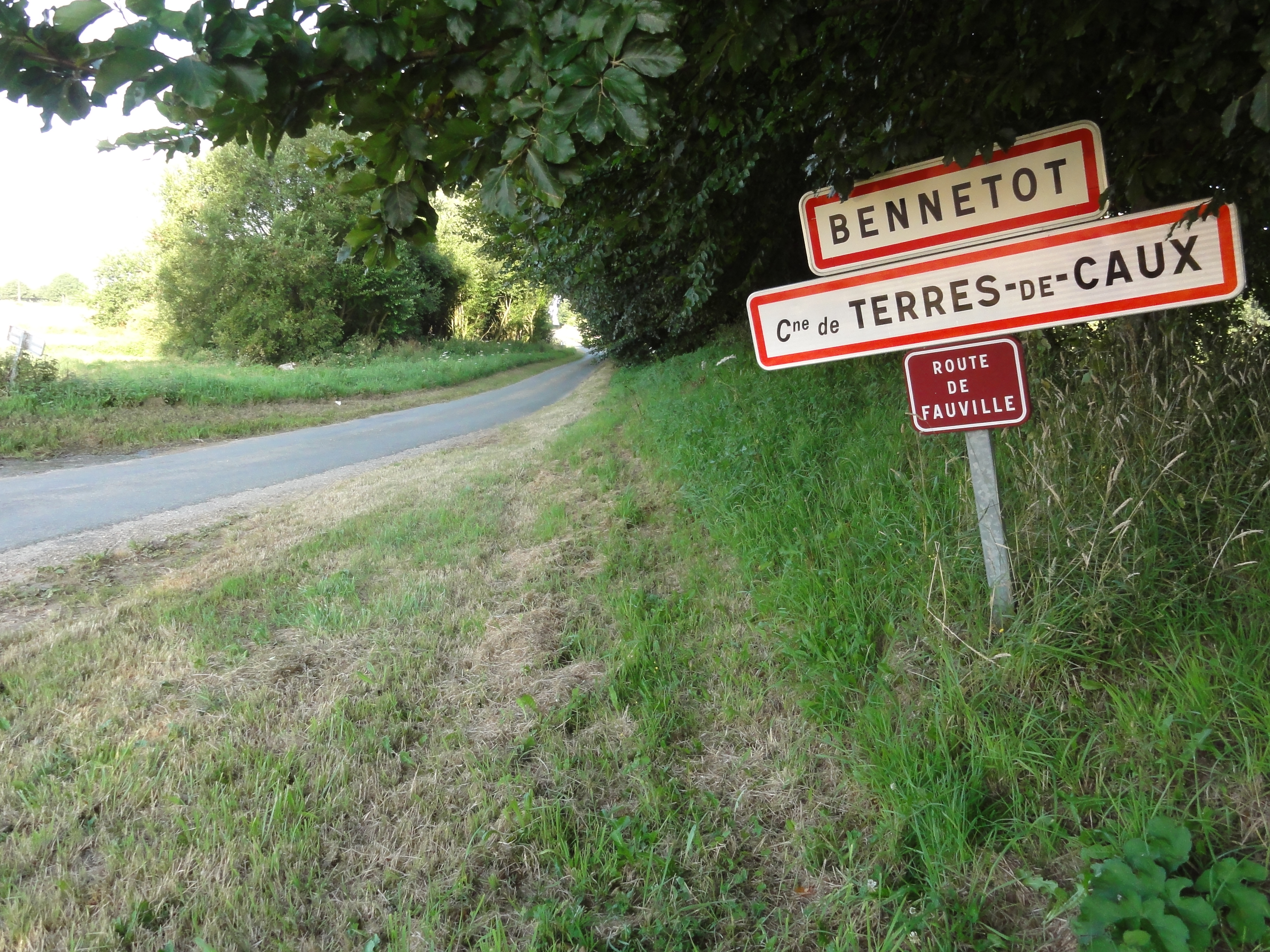
Entrée de Bennetot.

## Toponymie
Le nom de la localité est mentionné sous la forme Bernetot en 1032-35.
Il s'agit d'une formation toponymique anglo-scandinave en -tot, appellatif issu de l'ancien scandinave topt, toft « terrain construit, ferme » (cf. danois, norvégien, anglais toft de même origine). Le premier élément est sans doute le nom de personne anglo-saxon Beorn ou moins probablement le francique Berno, sans qu'on puisse exclure une influence de ce dernier sur le premier. Il se retrouve dans Bruneval, ancien Berneval. Il est en effet peu probable qu'un nom de personne francique ou germanique continental peu fréquent ait pu se trouver combiné à un élément scandinave.

## Histoire
Le patronage de l'église fut donné à l'abbaye de Fécamp mais le seigneur de Bennetot et l'abbé de la Sainte-Trinité de Fécamp, présentaient alternativement à la cure. La seigneurie passa par mariage à la famille Auber d'Aubeuf et de Vertot, au début du XVIIe siècle. On leur doit l'église. Il y avait encore au XIXe siècle, le 30 novembre, une foire importante, souvenir du pèlerinage à saint André, patron de la paroisse.

## Vie associative et sportive

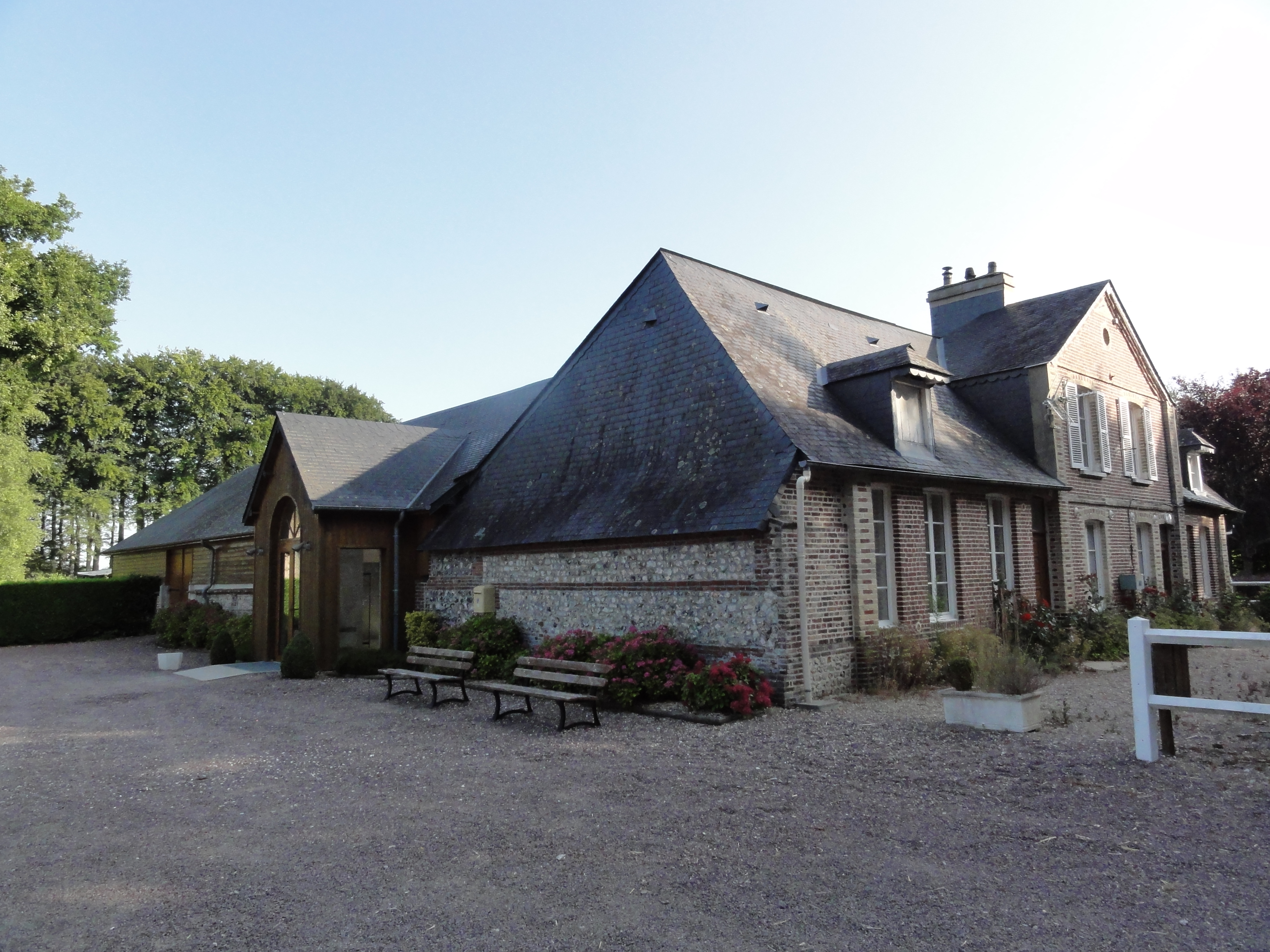
La salle polyvalente de Bennetot.

## Politique et administration
| Période                                  | Période  | Identité                                        | Étiquette | Qualité      |
| ---------------------------------------- | -------- | ----------------------------------------------- | --------- | ------------ |
| Les données manquantes sont à compléter. |          |                                                 |           |              |
| 1836                                     |          | Duflocq Jean-Louis                              |           | Agriculteur  |
| 1841                                     |          | Gelée Jean                                      |           | Agriculteur  |
| avant 1995                               | 2001     | Georges Barbaray                                | DVD       |              |
| 2001                                     | 2008     | Albert-Jean Foulon                              |           |              |
| mars 2008                                | En cours | Paule Craquelin Réélue pour le mandat 2020-2026 | DVD       | Agricultrice |

## Démographie
L'évolution du nombre d'habitants est connue à travers les recensements de la population effectués dans la commune depuis 1793. Pour les communes de moins de 10 000 habitants, une enquête de recensement portant sur toute la population est réalisée tous les cinq ans, les populations de référence des années intermédiaires étant quant à elles estimées par interpolation ou extrapolation. Pour la commune, le premier recensement exhaustif entrant dans le cadre du nouveau dispositif a été réalisé en 2007.

En 2014, la commune comptait 178 habitants, en évolution de −3,26 % par rapport à 2008 (Seine-Maritime : +0,35 %, France hors Mayotte : +2,11 %).
| 1793 | 1800 | 1806 | 1821 | 1831 | 1836 | 1841 | 1846 | 1851 |
| ---- | ---- | ---- | ---- | ---- | ---- | ---- | ---- | ---- |
| 364  | 360  | 366  | 338  | 319  | 340  | 314  | 324  | 332  |

| 1856 | 1861 | 1866 | 1872 | 1876 | 1881 | 1886 | 1891 | 1896 |
| ---- | ---- | ---- | ---- | ---- | ---- | ---- | ---- | ---- |
| 303  | 312  | 322  | 316  | 292  | 249  | 262  | 248  | 210  |

| 1901 | 1906 | 1911 | 1921 | 1926 | 1931 | 1936 | 1946 | 1954 |
| ---- | ---- | ---- | ---- | ---- | ---- | ---- | ---- | ---- |
| 212  | 232  | 207  | 185  | 182  | 170  | 171  | 188  | 175  |

| 1962 | 1968 | 1975 | 1982 | 1990 | 1999 | 2006 | 2007 | 2012 |
| ---- | ---- | ---- | ---- | ---- | ---- | ---- | ---- | ---- |
| 143  | 148  | 105  | 113  | 97   | 127  | 171  | 177  | 180  |

| 2014 | - | - | - | - | - | - | - | - |
| ---- | - | - | - | - | - | - | - | - |
| 178  | - | - | - | - | - | - | - | - |

## Culture locale et patrimoine

### Lieux et monuments
- L'église dédiée à saint André et à saint Eutrope, en brique et silex, a été entièrement réédifiée vers 1656 (date sur le clocher-porche) par François d'Aubeuf et de Vertot, en action de grâces pour la naissance de son fils cadet qui deviendra le célèbre abbé de Vertot. En 1882, importante rénovation du chœur, à l'initiative du maire (malgré les réserves de la commission départementale d'architecture). Cet « embellissement » fit disparaître le maître-autel et son retable, datant des XVIIe et XVIIIe siècles. Les fonts baptismaux et la poutre de gloire sont du XVIIe siècle et on peut voir sur la poutre, un christ polychrome de l'époque. Sous le clocher-porche, on distingue les restes d'une litre funéraire, avec le blason des Auber de Vertot. Un superbe drap mortuaire, portant des blasons, brodé d'or et de soie, qui fut donné par les parents de l'abbé, à la confrérie des Charitons de Bennetot, a été confié au musée des Antiquités de Rouen, en 1886.
- La croix du cimetière est en grès, du XVIIe siècle, avec de face, le Christ en croix et au revers, une Vierge à l'Enfant.
- Le monument aux morts.
- Le manoir de Vertot, fondé au XVIe siècle, maison natale du célèbre abbé de Vertot, historiographe de l'ordre de Saint-Jean de Jérusalem, auteur en 1726 d'une monumentale Histoire des chevaliers de Malte, en sept tomes. Le manoir, propriété de la famille Barbier de Préville, est inscrit aux monuments historiques depuis 1991[7].

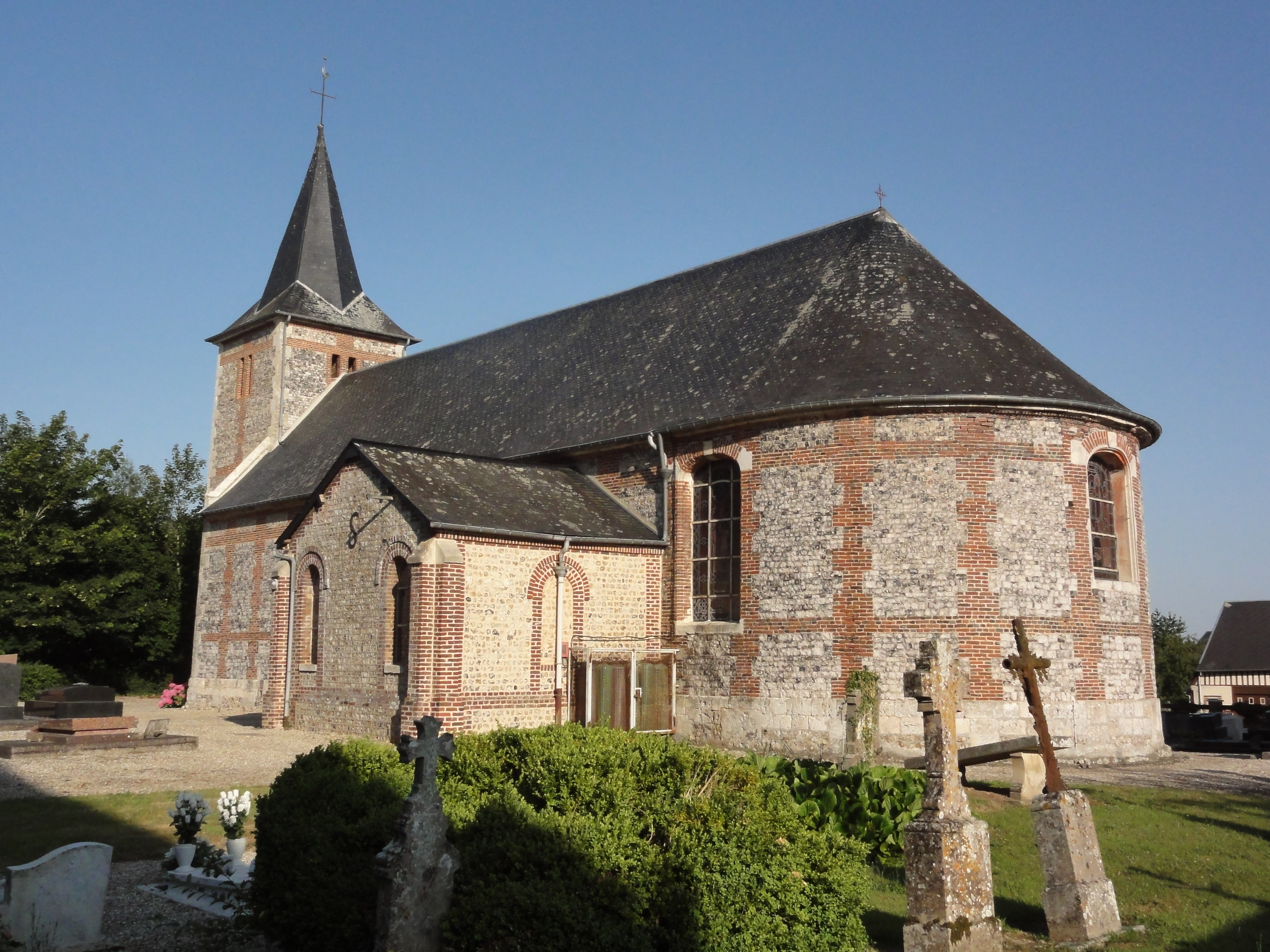
L'église Saint-André et Saint-Eutrope.
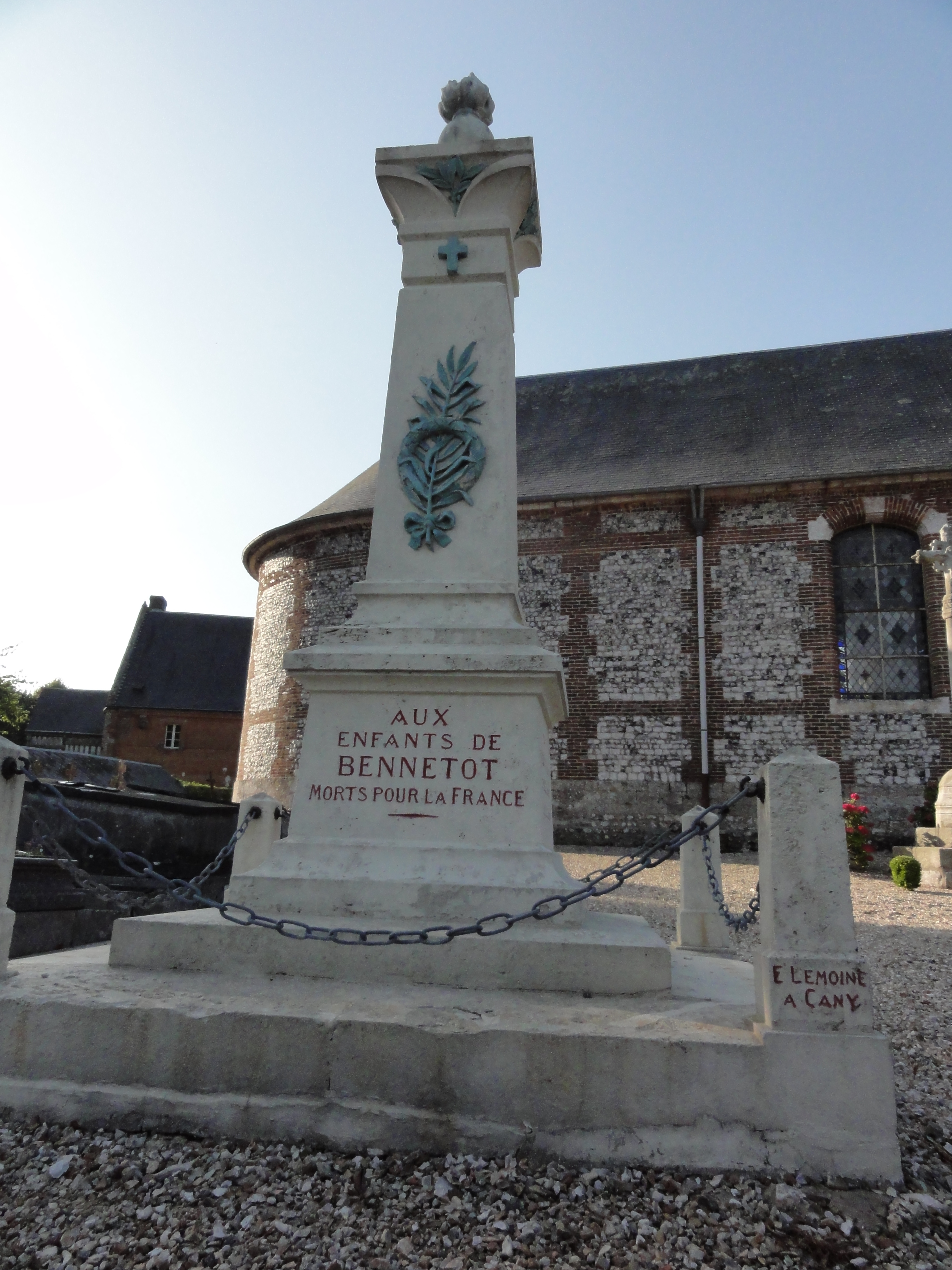
Le monument aux morts.
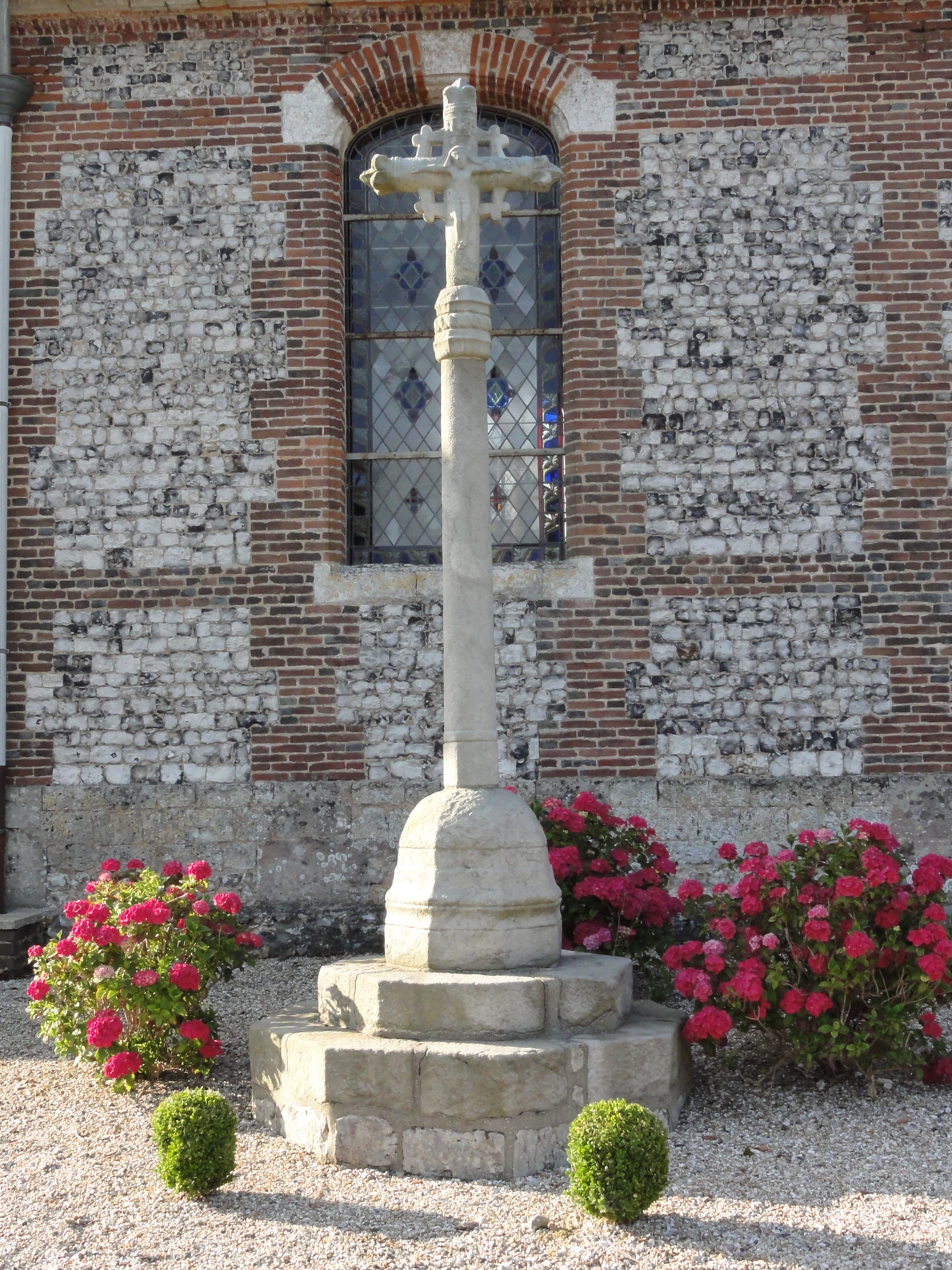
Croix de cimetière, de face.
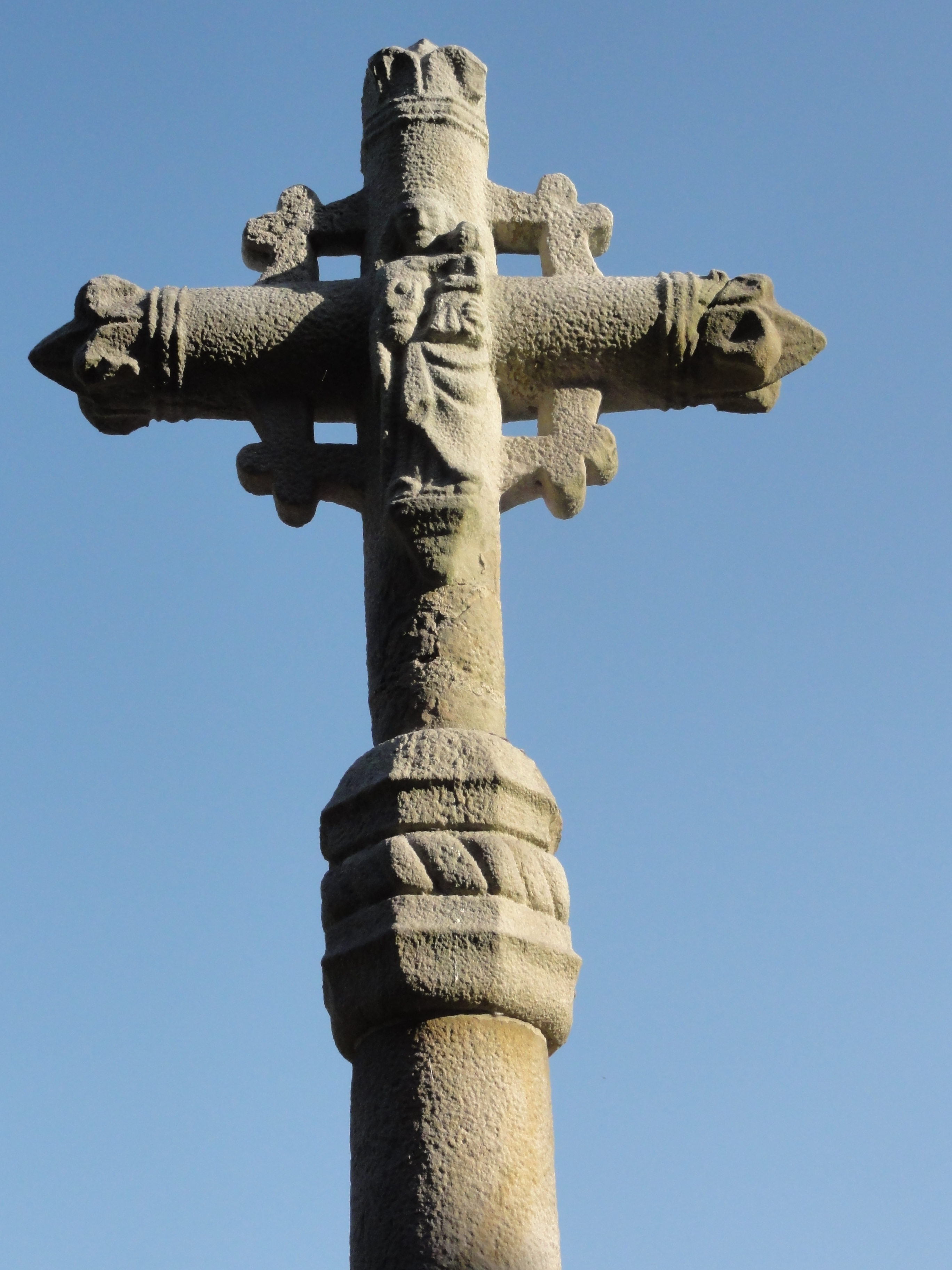
Croix de cimetière, au revers.
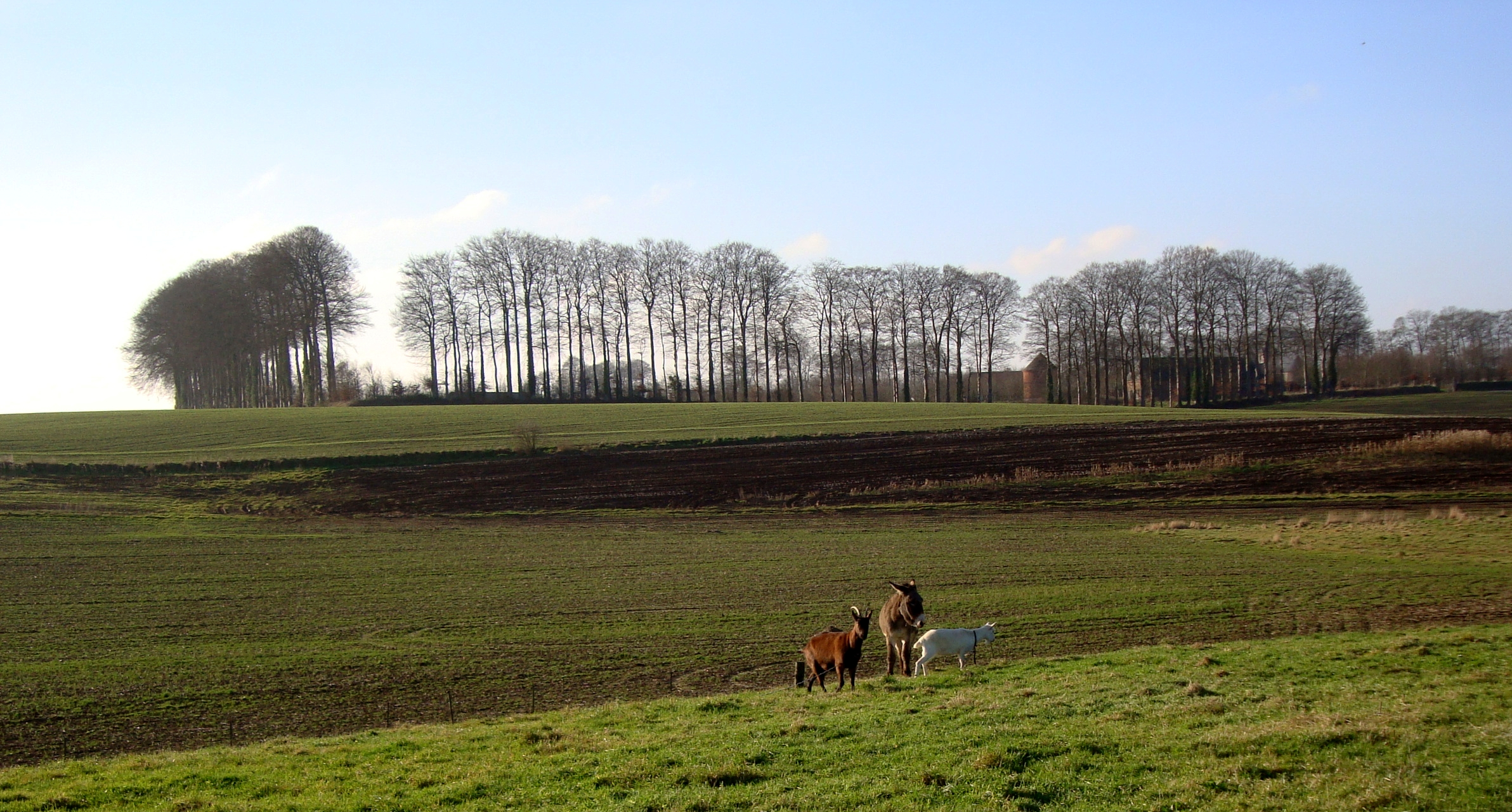
le Clos-masure, manoir de Vertot.
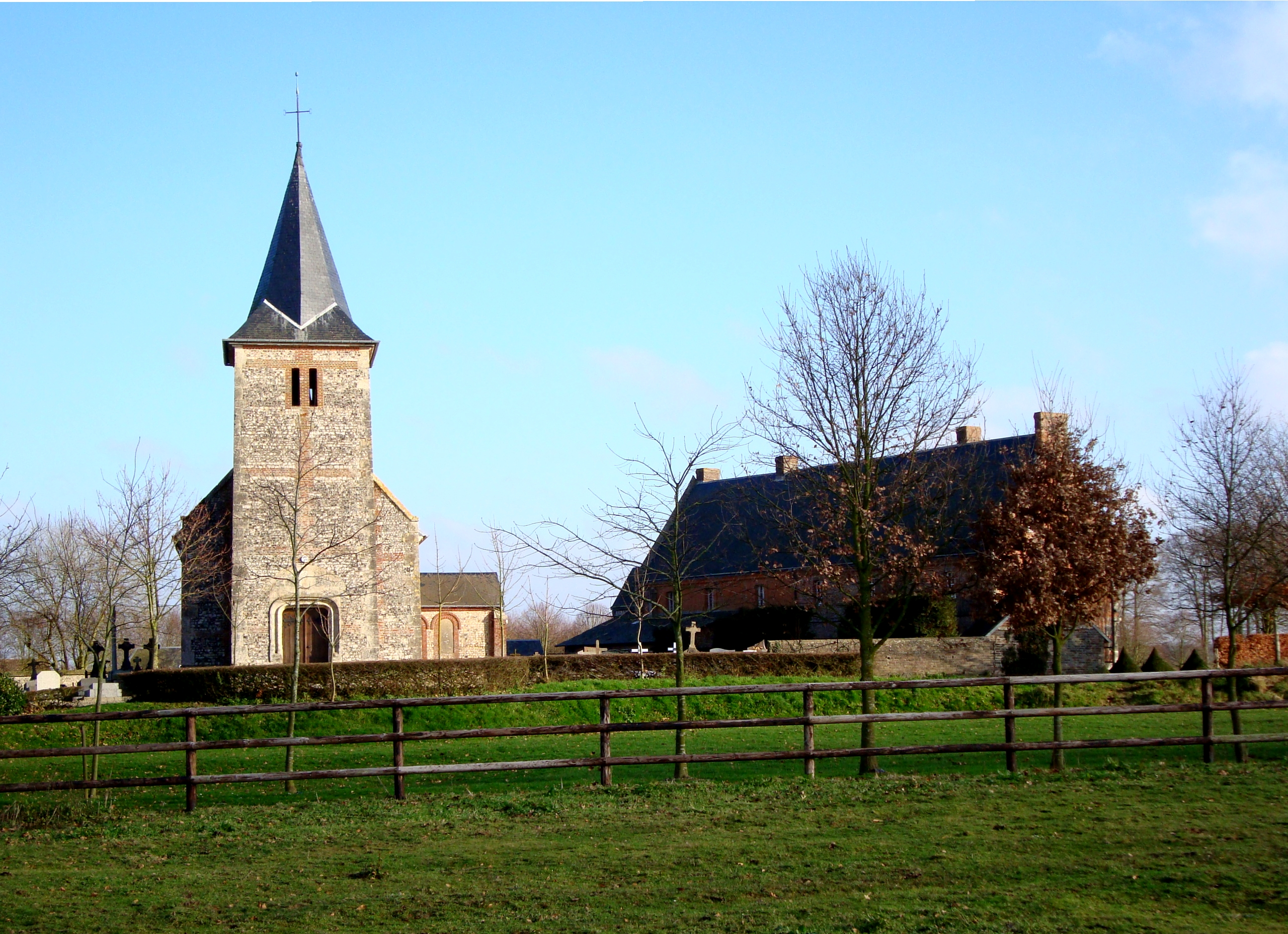
L'église et l'arrière du manoir de Vertot.

### Personnalités liées à la commune

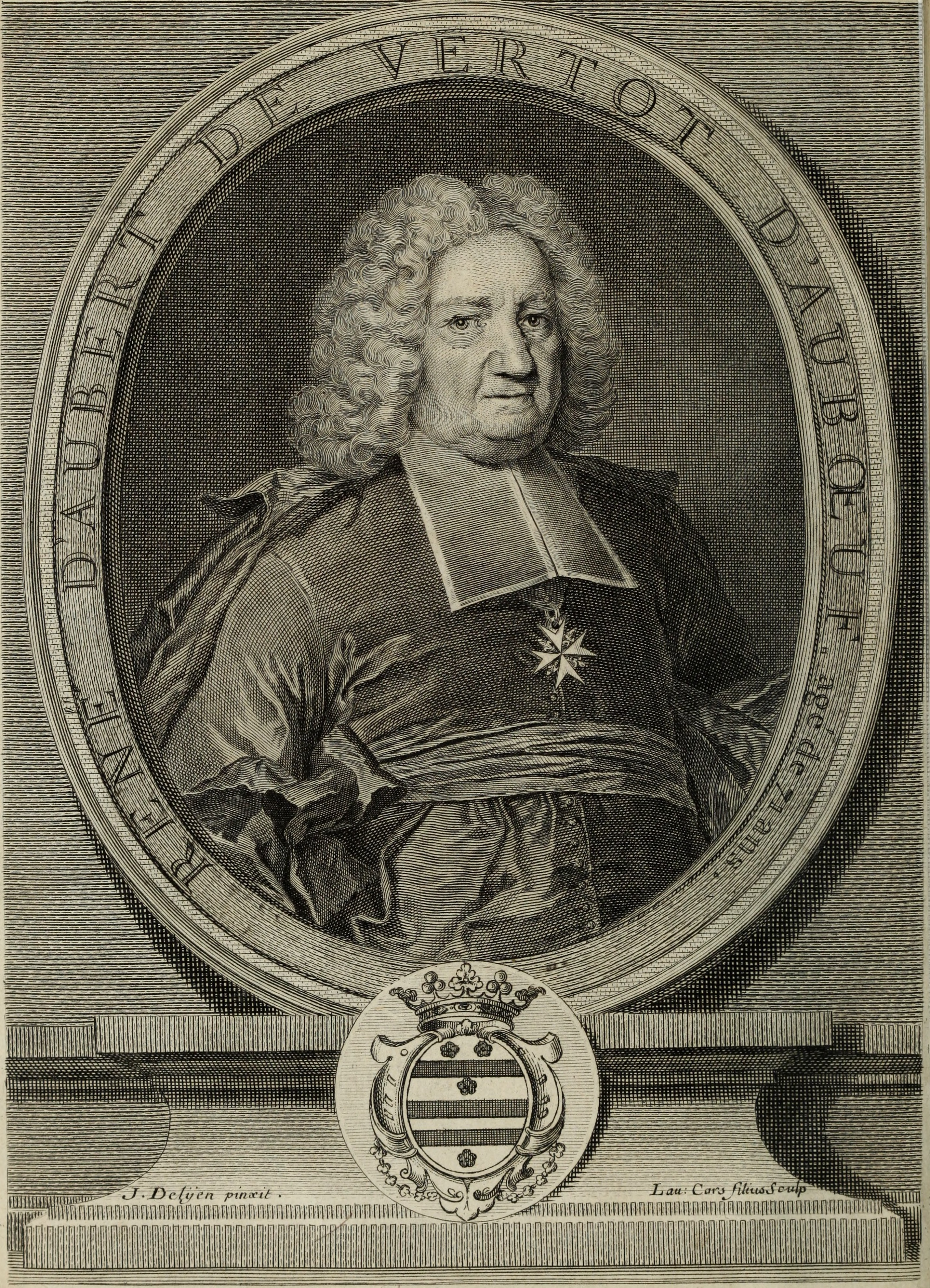
Laurent Cars, René Aubert de Vertot, portrait d'après Jacques-François Delyen.

- René Aubert de Vertot (1655 - 1735), né à Bennetot, historien et écrivain. Ancien élève des jésuites de Rouen, il fut successivement capucin, prémontré, prieur de Joyenval et chanoine de l'ordre de Saint-Augustin. Docteur "ès lois", secrétaire des commandements de la duchesse d'Orléans, membre de l'Académie des Inscriptions et Belles Lettres, l'abbé de Vertot fut inhumé dans l'église Saint-Eustache, à Paris.

### Héraldique
| Armes de Bennetot | Les armes de la commune de Bennetot se blasonnent ainsi : Taillé : au 1) d’or à la crosse d’abbé de gueules senestrée d’une croix de malte de sable, au 2) de sinople aux deux léopards d’or passant d’un sur l’autre. Les deux léopards d'or rappellent les armes de la Normandie. |